# ペクメズ

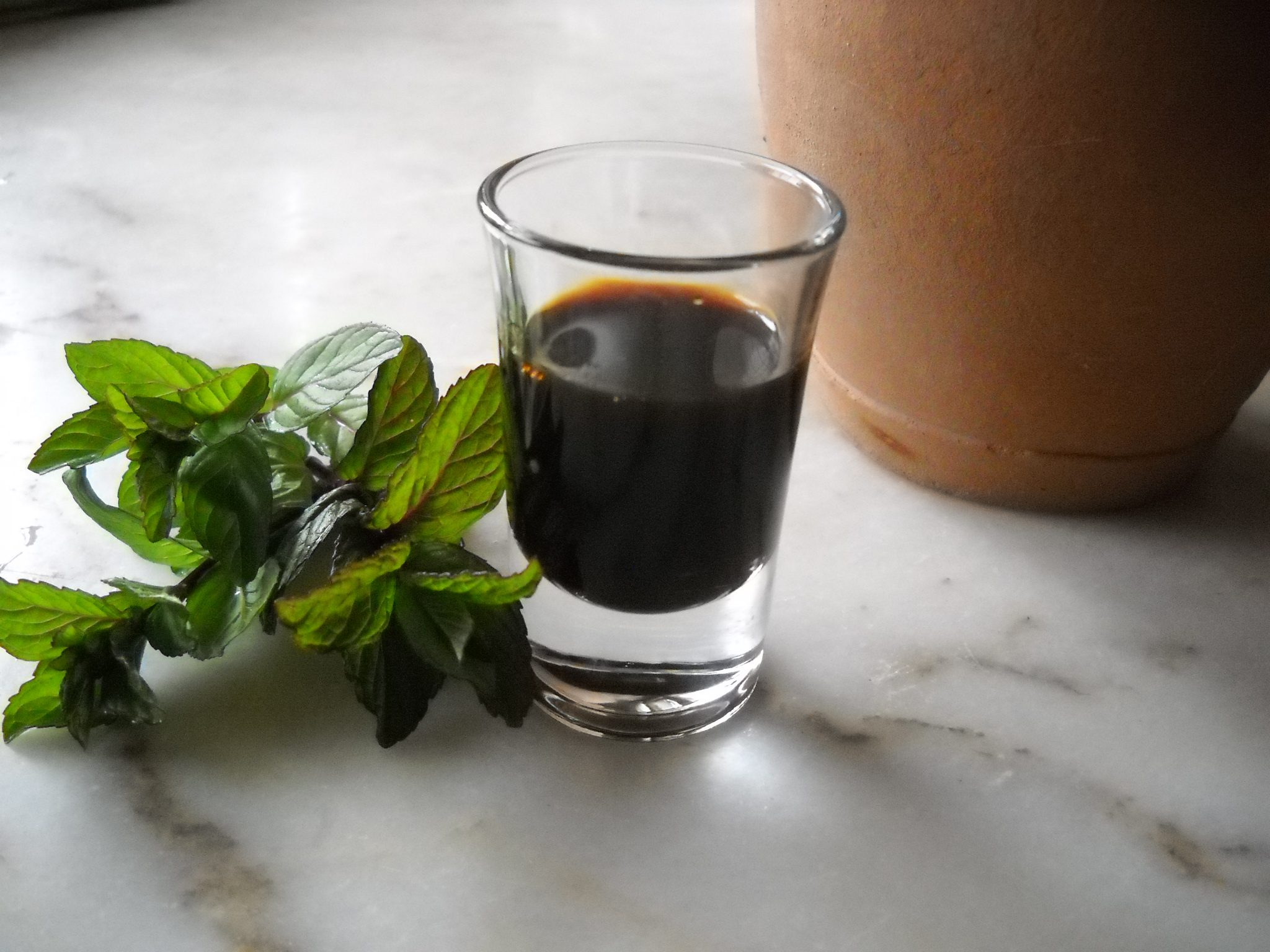
ペクメズ

ペクメズ(Pekmez)は、ムストの果汁を濃縮して得られる糖蜜に似たシロップである。特に、ブドウ果汁を木灰やキャロブ種子等の凝固剤とともに沸騰させることで作られる。シロップとして用いるか、タヒーナに混ぜて朝食に食べられる。アゼルバイジャンでは、天然のヨーグルトと混ぜて夏季のリフレッシュ用に食べられる。

## 語源
ペクメズの語源はオグズ語群であり、かつてはbekmesと呼ばれていた。最古の文字の記録は、マフムード・カーシュガリーによる1073年の辞書『テュルク語集成（ディーワーン・ルガート・アッ＝トゥルク）』に記載がある。

## 歴史
果物の糖蜜であるデフラタムの起源は、古代に遡る。
ビザンチン時代には、現在のトラブゾン地域で、カイコのためにクワを育てていた。当地のアルメニア人はクワを用いて、petmezまたはpekmezという甘いシロップを作っていた。一方、ギリシャでは、siraiosというグレープシロップを作っていた。ビザンチン帝国崩壊後、petmezという言葉は、petimeziという形で、ギリシャのグレープシロップを表す言葉に取って代わった。

## 地域による違い
トルコでは、杜松果とともに、テンサイ、イチジク、クワが良く用いられる。キャロブから作るペクメズは、鉄欠乏性貧血の治療に推奨される。アゼルバイジャンでは、ペクメズは主にクワ、ブドウ、ローズヒップやザクロから作られる。
バルカン半島では、食感がよりジャムに近く、必ずプラムから作られる。
アラビア料理では、dibsやdibis（一部地域ではrobbやrubb）と呼ばれ、ザクロ、ブドウ、キャロブ、ナツメヤシから作られる。

## 関連文献
- Ministry of Agriculture in Turkey, archived page
- ウィキメディア・コモンズには、ペクメズに関するカテゴリがあります。